# The National (Abu Dhabi)
The National és un diari privat en anglès publicat a Abu Dhabi, als Emirats Àrabs Units. El diari és propietat del xeic Mansour bin Zayed Al Nahyan, el viceprimer ministre dels Emirats Àrabs Units i membre de la família reial d'Abu Dhabi.

## Història i perfil
The National es va publicar per primera vegada el 17 d'abril de 2008 per Abu Dhabi Media. L'empresa de mitjans de comunicació governamental va dirigir el diari juntament amb altres publicacions, com ara Al-Ittihad, Majid, Zahrat Al Khaleej i National Geographic Al Arabiya (en col·laboració amb National Geographic). El 2016, The National va ser adquirida per International Media Investments, una filial de l'Abu Dhabi Media Investment Corporation, una empresa d'inversió privada propietat de Mansour bin Zayed Al Nahyan que també és copropietari del canal de notícies Sky News Arabia. Amb una nova propietat, The National es va rellançar el juliol de 2017, un moviment marcat pel trasllat a una nova seu i l'obertura d'una oficina estrangera a Londres. The National ha tingut tres redactors en cap anteriors: Mohammed Al Otaiba va servir des de febrer de 2014 fins a octubre de 2016; Hassan Fattah de juny de 2009 a octubre de 2013; i el britànic Martin Newland, que va ser l'editor del llançament, des d'abril de 2008 fins a juny de 2009.
Amb la seva promesa de seguir els estàndards de periodisme àmpliament acceptats i d'"ajudar a la societat a evolucionar", The National afirma que és una anomalia a l'Orient Mitjà, on la majoria dels mitjans de comunicació estan estretament controlats pel govern. Abans que The National es traslladés a la propietat privada, hi va haver diverses renúncies d'alt nivell a tot l'equip editorial pel que fa a les històries més intenses i la impotència del diari a l'hora de cobrir històries sobre Abu Dhabi. No obstant això, un dels principals objectius a l'hora d'establir el document era tenir el respecte de la comunitat internacional per part del govern.
Durant el llançament inicial, The National va augmentar el seu personal fins a 200, reclutant a diaris d'arreu del món, com ara The Wall Street Journal, The New York Times, de Nova York, i The Daily Telegraph, de la Gran Bretanya. Martin Newland va ser editor de The Daily Telegraph del 2003 al 2005, i va portar amb ell molts antics empleats del Telegraph, com ara Colin Randall (antic editor executiu de notícies de Telegraph), Sue Ryan (antiga editora gerent) i el fotògraf sènior Stephen Lock (que va cobrir notícies nacionals i estrangeres i el circuit internacional de la moda durant 20 anys a The Daily Telegraph).
L'any 2008, la tirada del diari era de 60.000 exemplars.

## Contingut
El diari és una selecció única organitzada en cinc seccions diàries titulades News, Business, Opinion, Arts & Lifestyle i Sport (notícies, negocis, opinió, arts i estil de vida i esport) i una edició de cap de setmana que surt cada divendres. Cobreix notícies locals i internacionals, negocis, esports, arts i vida, viatges i automobilisme. A més, The National publica dues revistes: Ultratravel (trimestral) i Luxury (mensual). El grup objectiu del diari es pot descriure com a majors de 25 anys, educats, rics, líders empresarials, decisors i influents.

## Recepció
En un article del 2012 a l'American Journalism Review, l'antic editor estranger Tom O'Hara va afirmar que la cobertura estava esbiaixada per afavorir l'agenda del govern dels Emirats Àrabs Units. Va dir que el diari va tenir un "procés de censura meticulós" que va influir directament en la cobertura i l'ús de paraules al diari, com ara prohibir l'ús del terme "golf Pèrsic". Va dir que el diari es va dedicar a l'autocensura, suprimint la cobertura d'assumptes que es consideraven que projectaven una llum desfavorable sobre la família reial i el govern dels Emirats Àrabs Units. Va dir que, entre altres coses, es va suprimir la cobertura de l'aixecament libi, així com els articles sobre WikiLeaks i els drets dels gais.
The New Republic va informar el febrer de 2013 que The National no havia complert les grans expectatives que s'havien plantejat quan es va establir. La revista va dir que la redacció havia tingut una sèrie de crisis durant els cinc anys anteriors, i que "les tensions sobre la gestió i la direcció del diari s'han anat coent a foc lent entre bastidors, amb canvis de lideratge, retallades pressupostàries, baralles internes i denúncies d'autocensura que conspiren per desencadenar una sèrie de desercions que han esgotat el paper de bona part del seu talent de marquesina". L'article descrivia exemples d'autocensura desenfrenada i deia que la història del diari era "una història d'advertència sobre la recerca de periodisme en una societat censurada".